# Hysteropterum maroccanum
Hysteropterum maroccanum är en insektsart som beskrevs av Lethierry 1877. Hysteropterum maroccanum ingår i släktet Hysteropterum och familjen sköldstritar. Inga underarter finns listade i Catalogue of Life.